# 대곡동 (김천시)
대곡동(大谷洞)은 대한민국 경상북도 김천시의 동이다. 1998년 초 미곡동과 부곡동을 통합하여 대곡동이라 했다. 이 고장은 김천의 서북쪽에 부곡동 시가지와 이곳을 벗어난 농촌 마을이 인접하여 있고 서쪽으로는 대항면 대룡리와 인접한다. 또한 직지천을 사이에 두고 대신동(삼락동)과 마주 본다.

## 연혁
- 1914년 김천면 부곡동, 모지동, 신기, 원동을 통합 금릉면 부곡동으로 개칭
- 1949년 8월 15일 김천시 승격 (다수, 백옥, 부곡)
- 1962년 부곡동 1,2동 및 다수 1,2동으로 분동
- 1975년 10월 1일 다수 1,2동을 다수동으로 통합
- 1983년 2월 15일 부곡 1,2동을 부곡동 다수, 백옥동을 미곡동으로 통합
- 1998년 1월 1일 미곡, 부곡동을 대곡동으로 통합

## 법정동
- 부곡동
- 다수동
- 백옥동

## 교육
- 서부초등학교
- 부곡초등학교
- 다수초등학교
- 김천중학교
- 김천고등학교

## 주거

### 아파트
| 단지명                  | 건설사   | 시행사                  | 주소                    | 입주        | 비고 |
| ----------------------- | -------- | ----------------------- | ----------------------- | ----------- | ---- |
| 김천 푸르지오 더 퍼스트 | 대우건설 | 아시아신탁㈜ ㈜부곡개발 | 부곡중앙1길 79 (부곡동) | 2024년 6월  |      |
| 부곡 우방타운           | ㈜우방   | ㈜우방                  | 부곡길 206 (부곡동)     | 1999년 3월  |      |
| 부곡 화성타운           | 화성산업 | 화성산업                | 부곡길 162 (부곡동)     | 1998년 12월 |      |